# Maxi Rolón
Maximiliano Brian Rolón (Rosario, 19 de gener de 1995 - Pujato, 14 de maig de 2022), esportivament conegut com a Maxi Rolón, era un futbolista argentí. Jugava com a davanter a l'Al-Diwaniya de la lliga iraquiana.
Va finar, junt amb el seu germà bessó Ariel, en un accident de trànsit a Pujato, Província de Santa Fe.